# Platillos volantes (Exclusivas Gráficas Ricart)
Platillos Volantes fue una colección de cuadernos de aventuras publicada por Exclusivas Gráficas Ricart entre 1955 y 1956, con dos series sucesivas:

## Primera serie: 1955
Constó de 15 números, todos dibujados por Julio Ribera.
A pesar de la escasa originalidad de los guiones (muy apegados a modelos estadounidenses) y la mediocridad de los dibujos, tuvo un gran éxito, seguramente a causa del interés que se había desatado a mediados de los años cincuenta por los ovnis. La propia editorial la recopiló en 5 álbumes.

## Segunda serie: 1956
Emilio Giralt (Ferrando) dibujó una segunda serie, de mayor calidad que la precedente, compuesta por 18 números Su argumento se introduce ya de lleno en la space opera.